# Lazy Days
"Lazy Days" é uma canção escrita por Robbie Williams e Guy Chambers, gravada pelo cantor Robbie Williams.
É o segundo single do álbum de estreia lançado a 29 de Setembro de 1997, Life thru a Lens.

## Paradas
| Parada (1997) | Posições |
| ------------- | -------- |
| Países Baixos | 72       |
| Finlândia     | 18       |
| Alemanha      | 90       |
| Itália        | 14       |
| Reino Unido   | 8        |